# Campionats d'Europa de ciclisme en pista sub-23
Els Campionats d'Europa de ciclisme en pista sub-23 són els Campionats d'Europa de ciclisme en pista en categoria sub-23 (menors de 23 anys), organitzats per la Unió Europea de Ciclisme.
Es van crear el 2001, malgrat que ja s'havien disputat algunes edicions amb anterioritat però no eren fetes per la UEC. Des del 2002 es diputen conjuntament amb els Campionats d'Europa de ciclisme en pista júnior.

## Edicions
| Any  | País     | Ciutat             |
| ---- | -------- | ------------------ |
| 2001 | Txèquia  | Brno               |
| 2002 | Alemanya | Büttgen            |
| 2003 | Rússia   | Moscou             |
| 2004 | Espanya  | València           |
| 2005 | Itàlia   | Fiorenzuola d'Arda |
| 2006 | Grècia   | Atenes             |

| Any  | País     | Ciutat          |
| ---- | -------- | --------------- |
| 2007 | Alemanya | Cottbus         |
| 2008 | Polònia  | Pruszków        |
| 2009 | Belarús  | Minsk           |
| 2010 | Rússia   | Sant Petersburg |
| 2011 | Portugal | Anadia          |
| 2012 | Portugal | Anadia          |

| Any  | País     | Ciutat      |
| ---- | -------- | ----------- |
| 2013 | Portugal | Anadia      |
| 2014 | Portugal | Anadia      |
| 2015 | Grècia   | Atenes      |
| 2016 | Itàlia   | Montichiari |
| 2017 | Portugal | Anadia      |

## Palmarès masculí

### Velocitat
| Any  | Guanyador            | Segon                   | Tercer               |
| ---- | -------------------- | ----------------------- | -------------------- |
| 1997 | Jan van Eijden       | Jérôme Payraudeau       | Bruno Bohigues       |
| 1998 | Bruno Bohigues       | Jan van Eijden          | René Wolff           |
| 1999 | René Wolff           | José Antonio Villanueva | Matthias John        |
| 2001 | Andriy Vynokurov     | José Antonio Villanueva | Łukasz Kwiatkowski   |
| 2002 | Łukasz Kwiatkowski   | Theo Bos                | Teun Mulder          |
| 2003 | Theo Bos             | Łukasz Kwiatkowski      | Damian Zieliński     |
| 2004 | Ross Edgar           | Michael Seidenbecher    | Łukasz Kwiatkowski   |
| 2005 | Michael Seidenbecher | Ross Edgar              | Grégory Baugé        |
| 2006 | Maximilian Levy      | Grégory Baugé           | Michael Seidenbecher |
| 2007 | Grégory Baugé        | Kévin Sireau            | Jason Kenny          |
| 2008 | Kévin Sireau         | Michaël D'Almeida       | Matthew Crampton     |
| 2009 | Kévin Sireau         | Jason Kenny             | Tobias Wächter       |
| 2010 | Tobias Wächter       | Philipp Thiele          | Peter Mitchell       |
| 2011 | Stefan Bötticher     | Charlie Conord          | Callum Skinner       |
| 2012 | Stefan Bötticher     | Charlie Conord          | Juan Peralta         |
| 2013 | Pavel Kelemen        | Erik Balzer             | Hugo Haak            |
| 2014 | Nikita Shurshin      | Jeffrey Hoogland        | Eoin Mullen          |
| 2015 | Jeffrey Hoogland     | Max Niederlag           | Nikita Shurshin      |
| 2016 | Mateusz Rudik        | Sébastien Vigier        | Vasilijus Lendelis   |
| 2017 | Sébastien Vigier     | Harrie Lavreysen        | Joseph Truman        |

### Persecució
| Any  | Guanyador          | Segon                | Tercer              |
| ---- | ------------------ | -------------------- | ------------------- |
| 1996 | Aleksei Màrkov     | Christian Lademann   | Ronny Lauke         |
| 1997 | Christian Lademann | Robert Bartko        | Oleg Jukov          |
| 1998 | Linas Balciunas    | Franco Marvulli      | Sebastian Siedler   |
| 1999 | Ruslan Pidgornyy   | Franco Marvulli      | Damien Pommereau    |
| 2001 | Bradley Wiggins    | Sergejus Apionkinas  | Tomas Vaitkus       |
| 2002 | Volodymyr Dyudya   | Roman Kononenko      | Kieran Page         |
| 2003 | Volodymyr Dyudya   | Alexander Serov      | Vasil Kiryienka     |
| 2004 | Volodymyr Dyudya   | Alexander Serov      | Levi Heimans        |
| 2005 | Volodymyr Dyudya   | Robert Bengsch       | Levi Heimans        |
| 2006 | Mikhail Ignatiev   | Gediminas Bagdonas   | Nikolai Trussov     |
| 2007 | Dominique Cornu    | Alexandr Pliuschin   | Steven Burke        |
| 2008 | Vitali Sxèdov      | Jérôme Cousin        | Marco Coledan       |
| 2009 | Steven Burke       | Valeri Kaikov        | Alexandr Pliuschin  |
| 2010 | Valeri Kaikov      | Artur Ierxov         | Marco Coledan       |
| 2011 | Artur Ierxov       | Sergey Chernetskiy   | Albert Torres       |
| 2012 | Silvan Dillier     | Albert Torres        | Kévin Labèque       |
| 2013 | Stefan Küng        | Alexander Evtushenko | Ryan Mullen         |
| 2014 | Stefan Küng        | Kiril Svéixnikov     | Tom Bohli           |
| 2015 | Marc Fournier      | Tom Bohli            | Corentin Ermenault  |
| 2016 | Filippo Ganna      | Ivo Oliveira         | Thomas Denis        |
| 2017 | Mark Stewart       | Ivo Oliveira         | Daniel Staniszewski |

### Persecució per equips
| Any  | Guanyador                                                                          | Segon                                                                                  | Tercer                                                                                   |
| ---- | ---------------------------------------------------------------------------------- | -------------------------------------------------------------------------------------- | ---------------------------------------------------------------------------------------- |
| 2001 | Txèquia · Michal Kesl · Stanislav Kozubek · Libor Hlavac · Alois Kaňkovský         | Lituània · Tomas Vaitkus · Vytautas Kaupas · Aivaras Baranauskas · Sergejus Apionkinas | Rússia · Ivan Terenine · Mikhail Mikheev · Andrey Pchelkin · Vasily Intoukine            |
| 2002 | Ucraïna · Volodymyr Zagorodny · Vitali Popkov · Roman Kononenko · Volodymyr Dyudya | França · Vincent Socquin · Christophe Riblon · Nicolas Rousseau · Aurélien Mingot      | Alemanya · Leif Lampater · Marc Altmann · Christian Müller · Daniel Schlegel             |
| 2003 | Ucraïna · Volodymyr Zagorodny · Vitali Popkov · Roman Kononenko · Volodymyr Dyudya | Rússia · Mikhail Mikheev · Aleksei Schmidt · Alexander Khatuntsev · Ilya Krestianinov  | Belarús · Vasil Kiryienka · Viktor Rapinski · Yauhen Sobal · Dzmitry Aulasenka           |
| 2004 | Ucraïna · Vitali Popkov · Volodymyr Dyudya · Maksym Polyshchuk · Dmytro Grabovskyy | Països Baixos · Gert-Jan Jonkman · Levi Heimans · Jos Pronk · Wim Stroetinga           | Rússia · Aleksei Schmidt · Ilya Krestianinov · Alexander Khatuntsev · Sergey Sevostianov |
| 2005 | Rússia · Valeri Valinin · Ivan Kovaliov · Sergey Kolesnikov · Alexander Khatuntsev | Ucraïna · Maxim Polischuk · Volodymyr Dyudya · Vitali Popkov · Dmytro Grabovskyy       | Lituània · Simas Kondrotas · Aidis Kruopis · Ignatas Konovalovas · Gediminas Bagdonas    |
| 2006 | Regne Unit · Geraint Thomas · Andrew Tennant · Ian Stannard · Edward Clancy        | Rússia · Valeri Valinin · Ivan Kovaliov · Sergey Kolesnikov · Alexander Khatuntsev     | Lituània · Gediminas Bagdonas · Simas Kondrotas · Ignatas Konovalovas · Aidis Kruopis    |
| 2007 | Regne Unit · Peter Kennaugh · Ben Swift · Steven Burke · Jonathan Bellis           | Rússia · Alexey Bauer · Ivan Kovaliov · Nikolai Trussov · Alexey Usov                  | Bèlgica · Tim Mertens · Jonathan Dufrasne · Kenny De Ketele · Dominique Cornu            |
| 2008 | Regne Unit · Andrew Tennant · Steven Burke · Mark McNally · Peter Kennaugh         | Rússia · Valeri Valinin · Ivan Kovaliov · Alexander Petrovskiy · Ievgueni Kovaliov     | Itàlia · Omar Bertazzo · Davide Cimolai · Marco Coledan · Elia Viviani                   |
| 2009 | Rússia · Artur Ierxov · Valeri Kaikov · Ievgueni Kovaliov · Alexander Petrovskiy   | Regne Unit · Mark Christian · Andrew Fenn · Luke Rowe · Erick Rowsell                  | Polònia · Pawel Brylowski · Dawid Glowacki · Adrian Kuriek · Grzegorz Stępniak           |
| 2010 | Rússia · Sergey Chernetskiy · Valeri Kaikov · Artur Ierxov · Sergey Shilov         | Alemanya · Johannes Kahra · Theo Reinhardt · Jakob Steigmiller · Lucas Liss            | França · Vivien Brisse · Julien Duval · Nicolas Giulia · Julien Morice                   |
| 2011 | Rússia · Sergey Chernetskiy · Artur Ierxov · Maxim Kozyrev · Kiril Svéixnikov      | Regne Unit · Mark Christian · Samuel Harrison · Joseph Kelly · Erick Rowse             | Suïssa · Olivier Beer · Silvan Dillier · Jan Keller · Cyrille Thièry                     |
| 2012 | Rússia · Matvey Zubov · Nikolay Zhurkin · Ivan Savitskiy · Viktor Manakov          | Suïssa · Jan Keller · Théry Schir · Cyrille Thièry · Silvan Dillier                    | Bèlgica · Jasper De Buyst · Gijs Van Hoecke · Joris Cornet · Moreno De Pauw              |
| 2013 | Suïssa · Tom Bohli · Théry Schir · Frank Pasche · Stefan Küng                      | França · Fabien Le Coguic · Julien Morice · Bryan Coquard · Romain Le Roux             | Txèquia · Ondřej Vendolsky · František Sisr · Denis Rugovac · Ondřej Rybín               |
| 2014 | Suïssa · Tom Bohli · Théry Schir · Frank Pasche · Stefan Küng                      | Rússia · Aleksander Grigorev · Alexander Evtushenko · Andrey Sazanov · Viktor Manakov  | Alemanya · Marco Mathis · Leon Rohde · Domenic Weinstein · Sebastian Wotschke            |
| 2015 | Regne Unit · Oliver Wood · Germain Burton · Matthew Gibson · Christopher Latham    | Suïssa · Tom Bohli · Théry Schir · Frank Pasche · Patrick Müller                       | Belarús · Raman Tsishkou · Yauheni Karaliok · Mikhail Shemetau · Raman Ramanau           |
| 2016 | França · Thomas Denis · Corentin Ermenault · Florian Maître · Benjamin Thomas      | Itàlia · Simone Consonni · Filippo Ganna · Franceso Lamon · Davide Plebani             | Regne Unit · Matthew Bostock · Joe Holt · Mark Stewart · Oliver Wood                     |
| 2017 | Regne Unit · Matthew Bostock · Ethan Hayter · Joe Holt · Matthew Walls             | Bèlgica · Lindsay De Vylder · Robbe Ghys · Gerben Thijssen · Sasha Weemaes             | Polònia · Dawid Czubak · Szymon Krawczyk · Bartosz Rudyk · Daniel Staniszewski           |

### Puntuació
| Any  | Guanyador             | Segon               | Tercer             |
| ---- | --------------------- | ------------------- | ------------------ |
| 2001 | Devid Garbelli        | Stanislav Kozubek   | Szymon Kurdynowski |
| 2002 | Jure Zrimšek          | Ioánnis Tamourídis  | Nicolas Rousseau   |
| 2003 | Nikita Eskov          | Kanstantsin Siutsou | Matteo Montaguti   |
| 2004 | Rafał Ratajczyk       | Stefan Löffler      | Grégory Devaud     |
| 2005 | Mark Cavendish        | Matthieu Ladagnous  | Robert Bengsch     |
| 2006 | Ivan Rovni            | Niki Terpstra       | Michael Mørkøv     |
| 2007 | Kenny De Ketele       | Pim Ligthart        | Nikolai Trussov    |
| 2008 | Ivan Kovaliov         | Ralf Matzka         | Jiří Hochmann      |
| 2009 | Artur Ierxov          | Alexandr Pliuschin  | Mark Christian     |
| 2010 | Artur Ierxov          | Jan Keller          | Omar Bertazzo      |
| 2011 | Elia Viviani          | Nick Stöpler        | Jonathan Mould     |
| 2012 | Wojciech Pszczolarski | Bryan Coquard       | Ivan Savitskiy     |
| 2013 | Thomas Boudat         | Théry Schir         | Raman Ramanau      |
| 2014 | Andrey Sazanov        | Thomas Boudat       | Jasper De Buyst    |
| 2015 | Raman Ramanau         | Andrey Sazanov      | Julio Amores       |
| 2016 | Jonathan Dibben       | Mark Downey         | Raman Ramanau      |
| 2017 | Niklas Larsen         | Ethan Hayter        | Mark Downey        |

### Quilòmetre Contrarellotge
| Any  | Guanyador            | Segon                                 | Tercer               |
| ---- | -------------------- | ------------------------------------- | -------------------- |
| 1996 | Arnaud Tournant      | Jan van Eijden                        | Dimitrios Georgalis  |
| 1997 | Stefan Nimke         | Damien Gerard                         | Vincent Le Quellec   |
| 1998 | Linas Balciunas      | Andreas Schutze                       | Diego Ortega         |
| 1999 | Stefan Nimke         | Damien Duble                          | Carsten Bergemann    |
| 2001 | Hervé Gané           | Jérôme Hubschwerlin                   | Teun Mulder          |
| 2002 | Mathieu Mandard      | Theo Bos                              | Teun Mulder          |
| 2003 | Theo Bos             | Alois Kaňkovský                       | Mathieu Mandard      |
| 2004 | François Pervis      | Alois Kaňkovský                       | Michael Seidenbecher |
| 2005 | Michael Seidenbecher | Alois Kaňkovský                       | Tim Veldt            |
| 2006 | Tim Veldt            | François Pervis                       | Maximilian Levy      |
| 2007 | Didier Henriette     | Michaël D'Almeida                     | Maximilian Levy      |
| 2008 | Michaël D'Almeida    | David Daniell                         | Tomas Babek          |
| 2009 | Michaël D'Almeida    | Maximilian Levy                       | Thomas Bonafos       |
| 2010 | Quentin Lafargue     | Joachim Eilers                        | Nikolay Zhurkin      |
| 2011 | Quentin Lafargue     | Joachim Eilers                        | Erik Engler          |
| 2012 | Quentin Lafargue     | Hugo Haak                             | Krzysztof Maksel     |
| 2013 | Robin Wagner         | Eric Engler                           | Krzysztof Maksel     |
| 2014 | Robin Wagner         | Alexander Dubchenko · Matthijs Büchli |                      |
| 2015 | Maximilian Dörnbach  | Robin Wagner                          | Thomas Copponi       |
| 2016 | Maximilian Dörnbach  | Jiri Janosek                          | Joseph Truman        |
| 2017 | Alexandr Vasyukhno   | Joseph Truman                         | Sam Ligtlee          |

### Velocitat per equips
| Any  | Guanyador                                                                   | Segon                                                                  | Tercer                                                                                    |
| ---- | --------------------------------------------------------------------------- | ---------------------------------------------------------------------- | ----------------------------------------------------------------------------------------- |
| 1995 | Països Baixos · Robert Slippens · Dirk-Jan Van Hameren · Rene Vink          | França · Antoine Breton · Damien Gerard · Vincent Le Quellec           | Alemanya · Eyk Pokorny · Christian Schenk · Michael Scheurer                              |
| 1996 | França · Damien Gerard · Vincent Le Quellec · Arnaud Tournant               | Grècia · Dimitrios Georgalis · Georges Himonetos · Labros Vasilopoulos | Alemanya · Michael Scheurer · Matthias Schulze · Jan van Eijden                           |
| 1997 | Alemanya · Jens Fiedler · Stefan Nimke · Eyk Pokorny                        | França · Damien Gerard · John Giletto · Vincent Le Quellec             | Grècia · Dimitrios Georgalis · Georges Himonetos · Labros Vasilopoulos                    |
| 1998 | Polònia · Grzegorz Krejner · Marcin Mientki · Grzegroz Trebski              | Txèquia · Pavel Buráň · Martin Polak · Ivan Vrba                       | Regne Unit · Chris Hoy · Craig McLean · Jason Queally                                     |
| 1999 | Regne Unit · Chris Hoy · Craig McLean · Jason Queally                       | Alemanya · Carsten Bergemann · Matthias John · Stefan Nimke            | Txèquia · Pavel Buráň · Martin Polak · Ivan Vrba                                          |
| 2001 | Alemanya · Carsten Bergemann · Matthias John · Stefan Nimke                 | Polònia · Grzegorz Krejner · Łukasz Kwiatkowski · Marcin Mientki       | Grècia · Kleanthis Bargkas · Dimitrios Georgalis · Labros Vasilopoulos                    |
| 2002 | Alemanya · Carsten Bergemann · Matthias John · Sören Lausberg               | Polònia · Grzegorz Krejner · Łukasz Kwiatkowski · Damian Zieliński     | Txèquia · Pavel Buráň · Arnost Drcmanek · Ivan Vrba                                       |
| 2003 | França · Grégory Baugé · Matthieu Mandard · François Pervis                 | Rússia · Sergey Borisov · Vladimir Kiriltsev · Denis Terenine          | Grècia · Kleanthis Bargkas · Dimitrios Georgalis · Labros Vasilopoulos                    |
| 2004 | França · Grégory Baugé · Matthieu Mandard · François Pervis                 | Polònia · Grzegorz Krejner · Łukasz Kwiatkowski · Damian Zieliński     | Alemanya · Michael Seidenbecher · Michael Spiess                                          |
| 2005 | Polònia · Kamil Kuczynski · Łukasz Kwiatkowski · Damian Zieliński           | Alemanya · Robert Förstemann · Daniel Giese · Marco Jäger              | Txèquia · Alois Kaňkovský · Adam Ptacnik · Ivan Vrba                                      |
| 2006 | Alemanya · Michael Seidenbecher · Maximilian Levy · René Enders             | França · Grégory Baugé · Didier Henriette · François Pervis            | Rússia · Denís Dmítriev · Mikhail Shikhalev · Stoian Vasev                                |
| 2007 | França · Grégory Baugé · Michaël D'Almeida · Didier Henriette               | Polònia · Kamil Kuczynski · Tomasz Schmidt · Maciej Bielecki           | Regne Unit · Matthew Crampton · Jason Kenny · Christian Lyte                              |
| 2008 | Rússia · Pavel Yakushevskiy · Stoian Vasev · Denís Dmítriev                 | Regne Unit · Matthew Crampton · David Daniell · Christian Lyte         | Polònia · Maciej Bielecki · Adrian Teklinski · Krzysztof Szymanek                         |
| 2009 | França · Michaël D'Almeida · Thierry Jollet · Kévin Sireau                  | Regne Unit · Peter Mitchell · Jason Kenny · David Daniell              | Polònia · Maciej Bielecki · Adrian Teklinski · Krzysztof Szymanek                         |
| 2010 | Alemanya · Joachim Eilers · Philipp Thiele · Tobias Wächter                 | Rússia · Kirill Filatov · Vladimir Khozov · Denis Shurshin             | Polònia · Grzegorz Drejgier · Rafal Sarnecki · Adrian Tekliński                           |
| 2011 | Alemanya · Erik Balzer · Stefan Bötticher · Joachim Eilers                  | Regne Unit · Philip Hindes · Peter Mitchell · Callum Skinner           | Rússia · Aleksey Tkachev · Vadim Berbenyuk · Denis Shurshin                               |
| 2012 | Alemanya · Erik Balzer · Eric Engler · Stefan Bötticher                     | França · Charlie Conord · Julien Palma · Quentin Lafargue              | Polònia · Rafał Sarnecki · Grzegorz Drejgier · Krzysztof Maksel                           |
| 2013 | Alemanya · Erik Balzer · Eric Engler · Max Niederlag                        | Txèquia · Pavel Kelemen · Robin Wagner · Jakub Vyvoda                  | Països Baixos · Matthijs Büchli · Jeffrey Hoogland · Hugo Haak                            |
| 2014 | Països Baixos · Matthijs Büchli · Jeffrey Hoogland · Nils van't Hoenderdaal | Polònia · Patryk Rajkowski · Mateusz Rudyk · Mateusz Lipa              | Alemanya · Robert Kanter · Richard Assmus · Maximilian Dornbach                           |
| 2015 | Alemanya · Max Niederlag · Richard Assmus · Maximilian Dornbach             | Polònia · Patryk Rajkowski · Mateusz Rudyk · Mateusz Lipa              | Rússia · Aleksandr Dubchenko · Alexander Sharapov · Nikita Shurshin                       |
| 2016 | Regne Unit · Jack Carlin · Ryan Owens · Joseph Truman                       | Txèquia · Jiri Fanta · David Sojka · Jiri Janosek                      | Alemanya · Richard Aßmus · Jan May · Maximilian Dornbach                                  |
| 2017 | Regne Unit · Jack Carlin · Ryan Owens · Joseph Truman                       | Rússia · Mikhail Dmitriev · Alexander Dubchenko · Alexey Nosov         | Polònia · Michał Lewandowski · Mateusz Miłek · Patryk Rajkowski · Marcin Czyszczewski (q) |

### Scratch
| Any  | Guanyador        | Segon           | Tercer             |
| ---- | ---------------- | --------------- | ------------------ |
| 2002 | Jos Pronk        | Aleksei Schmidt | Rafał Ratajczyk    |
| 2003 | Samuele Marzoli  | Dimitri De Fauw | Alex Rasmussen     |
| 2004 | Alex Rasmussen   | Rafał Ratajczyk | Matthieu Ladagnous |
| 2005 | Alex Rasmussen   | Marc Hester     | Wim Stroetinga     |
| 2006 | Wim Stroetinga   | Geraint Thomas  | Ivan Kovaliov      |
| 2007 | Jonathan Bellis  | Roger Kluge     | Ivan Kovaliov      |
| 2008 | Elia Viviani     | Pim Ligthart    | Jiří Hochmann      |
| 2009 | Elia Viviani     | Luke Rowe       | Albert Torres      |
| 2010 | Sebastián Mora   | Ralf Matzka     | Sergey Shilov      |
| 2011 | Davide Cimolai   | Luke Rowe       | Viktor Shmalko     |
| 2012 | Jan Kudach       | Théry Schir     | Barry Markus       |
| 2013 | Anton Muzychkin  | Bryan Coquard   | Ryan Mullen        |
| 2014 | Benjamin Thomas  | Oliver Wood     | Raman Ramanau      |
| 2015 | Matthew Gibson   | Marcel Franz    | Ondrej Rybin       |
| 2016 | Michal Rzeznicki | Mark Stewart    | Nico Selenati      |
| 2017 | Yauheni Karaliok | Niklas Larsen   | Maxim Piskunov     |

### Keirin
| Any  | Guanyador            | Segon                   | Tercer               |
| ---- | -------------------- | ----------------------- | -------------------- |
| 2001 | Andriy Vynokurov     | José Antonio Villanueva | Teun Mulder          |
| 2002 | Theo Bos             | Vladimir Kiritsev       | Łukasz Kwiatkowski   |
| 2003 | Teun Mulder          | Theo Bos                | Damian Zieliński     |
| 2004 | Andriy Vynokurov     | Franck Durivaux         | Michael Seidenbecher |
| 2005 | Michael Seidenbecher | Didier Henriette        | Adam Ptacnik         |
| 2006 | Mikhail Shikhalev    | Maximilian Levy         | Michael Seidenbecher |
| 2007 | Kévin Sireau         | Matthew Crampton        | Grégory Baugé        |
| 2008 | Matthew Crampton     | Michaël D'Almeida       | Denis Spicka         |
| 2009 | Maximilian Levy      | Jason Kenny             | Christos Volikakis   |
| 2010 | Joachim Eilers       | Quentin Lafargue        | Denis Spicka         |
| 2011 | Stefan Bötticher     | Joachim Eilers          | Marc Schroder        |
| 2012 | Stefan Bötticher     | Krzysztof Maksel        | Marc Schröder        |
| 2013 | Pavel Kelemen        | Benjamin Edelin         | Erik Balzer          |
| 2014 | Nikita Shurshin      | Matthijs Büchli         | Mateusz Lipa         |
| 2015 | Max Niederlag        | Nikita Shurshin         | Jonathan Mitchell    |
| 2016 | Thomas Copponi       | Marc Jurczyk            | Michal Lewandowski   |
| 2017 | Harrie Lavreysen     | Jiri Fanta              | Jack Carlin          |

### Madison
| Any  | Guanyador                                      | Segon                                              | Tercer                                         |
| ---- | ---------------------------------------------- | -------------------------------------------------- | ---------------------------------------------- |
| 2001 | França · Matthieu Ladagnous · Fabien Patanchon | Rússia · Aleksei Schmidt · Konstantin Ponomarev    | Bèlgica · Dimitri De Fauw · Iljo Keisse        |
| 2002 | França · Saïd Haddou · Laurent D'Olivier       | Alemanya · Stefan Löffler · Christoph Meschenmoser | Bèlgica · Iljo Keisse · Wouter Van Mechelen    |
| 2003 | França · Matthieu Ladagnous · Fabien Patanchon | Rússia · Aleksei Schmidt · Konstantin Ponomarev    | Bèlgica · Dimitri De Fauw · Iljo Keisse        |
| 2004 | Bèlgica · Kenny De Ketele · Iljo Keisse        | Dinamarca · Michael Berling · Alex Rasmussen       | Itàlia · Matteo Montaguti · Samuele Marzoli    |
| 2005 | Dinamarca · Alex Rasmussen · Michael Mørkøv    | Bèlgica · Kenny De Ketele · Steve Schets           | Itàlia · Samuele Marzoli · Gianpolo Biolo      |
| 2006 | Bèlgica · Kenny De Ketele · Steve Schets       | Rússia · Mikhail Ignatiev · Nikolai Trussov        | Alemanya · Marcel Kalz · Roger Kluge           |
| 2007 | Alemanya · Marcel Kalz · Erik Mohs             | Països Baixos · Wim Stroetinga · Pim Ligthart      | Suïssa · Maxime Bally · Loïc Perizzolo         |
| 2008 | Itàlia · Tomas Alberio · Elia Viviani          | Països Baixos · Jeff Vermeulen · Pim Ligthart      | Rússia · Kirill Baranov · Nikita Novikov       |
| 2009 | Txèquia · Jan Dostal · Vojtěch Hačecký         | Rússia · Artur Ierxov · Valeri Kaikov              | Rússia · Kirill Baranov · Alexander Petrovskiy |
| 2010 | Espanya · Airán Fernández · Sebastián Mora     | Bèlgica · Jochen Deweer · Tosh Van der Sande       | Alemanya · Ralf Matzka · Theo Reinhardt        |
| 2011 | Suïssa · Silvan Dillier · Cyrille Thièry       | Itàlia · Elia Viviani · Davide Cimolai             | Països Baixos · Yoeri Havik · Nick Stöpler     |
| 2012 | Suïssa · Silvan Dillier · Jan Keller           | Bèlgica · Gijs Van Hoecke · Jasper De Buyst        | Espanya · Albert Torres · Julio Alberto Amores |
| 2013 | França · Bryan Coquard · Thomas Boudat         | Suïssa · Théry Schir · Stefan Küng                 | Rússia · Ivan Savitskiy · Andrey Sazanov       |
| 2014 | Alemanya · Leon Rohde · Domenic Weinstein      | Bèlgica · Jasper De Buyst · Otto Vergaerde         | França · Thomas Boudat · Marc Fournier         |
| 2015 | Suïssa · Théry Schir · Frank Pasche            | França · Thomas Boudat · Benjamin Thomas           | Itàlia · Simone Consonni · Francesco Lamon     |
| 2016 | Rússia · Maxim Piskunov · Sergei Rostovtsev    | França · Florian Maître · Benjamin Thomas          | Polònia · Alan Banaszek · Daniel Staniszewski  |
| 2017 | Bèlgica · Lindsay De Vylder · Robbe Ghys       | Rússia · Maksim Piskunov · Sergei Rostovtsev       | Ucraïna · Roman Gladysh · Vitaliy Hryniv       |

### Òmnium
| Any  | Guanyador       | Segon                  | Tercer            |
| ---- | --------------- | ---------------------- | ----------------- |
| 2010 | Jan Dostál      | Gijs Van Hoecke        | Grzegorz Stępniak |
| 2011 | Elia Viviani    | Roy Eefting            | Moreno De Pauw    |
| 2012 | Viktor Manakov  | Bryan Coquard          | Lucas Liss        |
| 2013 | Jasper De Buyst | Casper Michael Folsach | Thomas Boudat     |
| 2014 | Lucas Liss      | Viktor Manakov         | Gaël Suter        |
| 2015 | Théry Schir     | Oliver Wood            | Thomas Boudat     |
| 2016 | Thomas Boudat   | Szymon Sajnok          | Ivo Oliveira      |
| 2017 | Mark Stewart    | Niklas Larsen          | Adrien Garel      |

### Cursa per eliminació
| Any  | Guanyador    | Segon         | Tercer         |
| ---- | ------------ | ------------- | -------------- |
| 2017 | Rui Oliveira | Damian Sławek | Maxim Piskunov |

## Palmarès femení

### Velocitat
| Any  | Guanyadora         | Segona              | Tercera             |
| ---- | ------------------ | ------------------- | ------------------- |
| 1997 | Szilvia Szabolcsi  | Katrin Meinke       | Iryna Yanovych      |
| 1998 | Susan Panzer       | Ulrike Weichelt     | Szilvia Szabolcsi   |
| 1999 | Szilvia Szabolcsi  | Céline Nivert       | Ulrike Weichelt     |
| 2001 | Céline Nivert      | Tamilla Abassova    | Lyudmyla Vypyraylo  |
| 2002 | Tamilla Abassova   | Céline Nivert       | Clara Sanchez       |
| 2003 | Tamilla Abassova   | Simona Krupeckaitė  | Céline Nivert       |
| 2004 | Tamilla Abassova   | Clara Sanchez       | Elisa Frisoni       |
| 2005 | Christin Muche     | Clara Sanchez       | Elisa Frisoni       |
| 2006 | Jane Gerisch       | Anastassia Txulkova | Miriam Welte        |
| 2007 | Lyubov Shulika     | Miriam Welte        | Jane Gerisch        |
| 2008 | Miriam Welte       | Lyubov Shulika      | Anna Blyth          |
| 2009 | Lyubov Shulika     | Olga Streltsova     | Virginie Cueff      |
| 2010 | Rebecca James      | Virginie Cueff      | Sandie Clair        |
| 2011 | Victoria Baranova  | Olivia Montauban    | Jessica Varnish     |
| 2012 | Victoria Baranova  | Olivia Montauban    | Rebecca James       |
| 2013 | Anastassia Vóinova | Tania Calvo         | Elis Ligtlee        |
| 2014 | Anastassia Vóinova | Elis Ligtlee        | Tania Calvo         |
| 2015 | Anastassia Vóinova | Elis Ligtlee        | Victoria Williamson |
| 2016 | Elis Ligtlee       | Tatiana Kiseleva    | Melissandre Pain    |
| 2017 | Olena Starikova    | Pauline Grabosch    | Hetty van de Wouw   |

### Persecució
| Any  | Guanyadora         | Segona                  | Tercera            |
| ---- | ------------------ | ----------------------- | ------------------ |
| 1995 | Natalia Karimova   | Anke Wichmann           | Maria Jongeling    |
| 1996 | Natalia Karimova   | Anke Wichmann           | Cathy Moncassin    |
| 1997 | Rasa Mazeikyte     | Anke Wichmann           | Cathy Moncassin    |
| 1998 | Rasa Mazeikyte     | Anouska Van Der Zee     | Michelle Ward      |
| 1999 | Gitana Gruodyte    | Christina Becker        | Cornelia Cyrus     |
| 2001 | Lada Kozlíková     | Juliette Vandekerckhove | Gitana Gruodyte    |
| 2002 | Vera Carrara       | Vera Koedooder          | Negringa Raudonite |
| 2003 | Apollinaria Bakova | Vera Koedooder          | Oxana Kostenko     |
| 2004 | Oxana Kostenko     | Tatsiana Sharakova      | Vera Koedooder     |
| 2005 | Tatsiana Sharakova | Marlijn Binnendijk      | Pascale Schnider   |
| 2006 | Tatsiana Sharakova | Pascale Schnider        | Tatiana Guderzo    |
| 2007 | Lesya Kalitovska   | Svitlana Haliuk         | Vilija Sereikaitė  |
| 2008 | Vilija Sereikaitė  | Ellen van Dijk          | Joanna Rowsell     |
| 2009 | Vilija Sereikaitė  | Lesya Kalitovska        | Aušrinė Trebaitė   |
| 2010 | Aksana Papko       | Lucie Zaleska           | Vaida Pikauskaitė  |
| 2011 | Laura Trott        | Katarzyna Pawłowska     | Eugenia Bujak      |
| 2012 | Amy Pieters        | Lucie Zaleska           | Alexandra Chekina  |
| 2013 | Laura Trott        | Elinor Barker           | Lucie Zaleska      |
| 2014 | Mieke Kröger       | Alexandra Goncharova    | Lotte Kopecky      |
| 2015 | Amalie Dideriksen  | Katie Archibald         | Mieke Kröger       |
| 2016 | Justyna Kaczkowska | Daria Pikulik           | Ina Savenka        |
| 2017 | Justyna Kaczkowska | Eleanor Dickinson       | Francesca Pattaro  |

### Puntuació
| Any  | Guanyadora           | Segona                    | Tercera                   |
| ---- | -------------------- | ------------------------- | ------------------------- |
| 1999 | Mirella van Melis    | Szilvia Szabolcsi         | Cornelia Cyrus            |
| 2001 | Lada Kozlíková       | Lyudmyla Vypyraylo        | Katrin Meinke             |
| 2002 | Vera Koedooder       | Giorgia Bronzini          | Yulia Aroustamova         |
| 2003 | Giorgia Bronzini     | Eleonora Soldo            | Oxana Kostenko            |
| 2004 | Charlotte Becker     | Débora Gálvez López       | Tatsiana Sharakova        |
| 2005 | Charlotte Becker     | Giorgia Bronzini          | Nina Köhn                 |
| 2006 | Marlijn Binnendijk   | Irina Zemlyanskaya        | Jarmila Machačová         |
| 2007 | Marlijn Binnendijk   | Elizabeth Armitstead      | Anastassia Txulkova       |
| 2008 | Ellen van Dijk       | Elizabeth Armitstead      | Aksana Papko              |
| 2009 | Marta Tagliaferro    | Victoria Kondel           | Lesya Kalitovska          |
| 2010 | Aksana Papko         | Marta Tagliaferro         | Jolien D'Hoore            |
| 2011 | Valentina Scandolara | Katie Colclough           | Katarzyna Pawłowska       |
| 2012 | Jolien D'Hoore       | Elena Cecchini            | Maria Giulia Confalonieri |
| 2013 | Laura Trott          | Elinor Barker             | Maria Giulia Confalonieri |
| 2014 | Elena Cecchini       | Maria Giulia Confalonieri | Aleksandra Chekina        |
| 2015 | Gulnaz Badykova      | Ina Savenka               | Polina Pivovarova         |
| 2016 | Lotte Kopecky        | Emily Nelson              | Tatjana Paller            |
| 2017 | Tatjana Paller       | Amalie Dideriksen         | Manon Lloyd               |

### 500 metres contrarellotge
| Any  | Guanyadora         | Segona                        | Tercera           |
| ---- | ------------------ | ----------------------------- | ----------------- |
| 1997 | Iryna Yanovych     | Katrin Meinke                 | Szilvia Szabolcsi |
| 1998 | Ulrike Weichelt    | Iryna Yanovych                | Susan Panzer      |
| 1999 | Ulrike Weichelt    | Katrin Meinke                 | Céline Nivert     |
| 2001 | Katrin Meinke      | Daniela Clausnitzer           | Tamilla Abassova  |
| 2002 | Tamilla Abassova   | Céline Nivert                 | Yvonne Hijgenaar  |
| 2003 | Tamilla Abassova   | Simona Krupeckaitė            | Céline Nivert     |
| 2004 | Tamilla Abassova   | Elisa Frisoni                 | Clara Sanchez     |
| 2005 | Elisa Frisoni      | Clara Sanchez                 | Miriam Welte      |
| 2006 | Miriam Welte       | Magdalena Sara                | Jane Gerisch      |
| 2007 | Sandie Clair       | Miriam Welte                  | Virginie Cueff    |
| 2008 | Sandie Clair       | Miriam Welte                  | Anna Blyth        |
| 2009 | Sandie Clair       | Virginie Cueff                | Vilija Sereikaitė |
| 2010 | Sandie Clair       | Rebecca James                 | Virginie Cueff    |
| 2011 | Jessica Varnish    | Rebecca James                 | Victoria Baranova |
| 2012 | Anastassia Vóinova | Elena Brezhniva               | Olivia Montauban  |
| 2013 | Elis Ligtlee       | Dària Xmeliova                | Tania Calvo       |
| 2014 | Anastassia Vóinova | Dària Xmeliova                | Elis Ligtlee      |
| 2015 | Anastassia Vóinova | Dària Xmeliova · Elis Ligtlee |                   |
| 2016 | Elis Ligtlee       | Tatiana Kiseleva              | Melissandre Pain  |
| 2017 | Pauline Grabosch   | Olena Starikova               | Kyra Lamberink    |

### Keirin
| Any  | Guanyadora          | Segona             | Tercera              |
| ---- | ------------------- | ------------------ | -------------------- |
| 2003 | Tamilla Abassova    | Christin Muche     | Yulia Aroustamova    |
| 2004 | Clara Sanchez       | Christin Muche     | Ekaterina Merzlikina |
| 2005 | Christin Muche      | Clara Sanchez      | Anastassia Txulkova  |
| 2006 | Jane Gerisch        | Annalisa Cucinotta | Magdalena Sara       |
| 2007 | Anna Blyth          | Jane Gerisch       | Lyubov Shulika       |
| 2008 | Miriam Welte        | Sandie Clair       | Lyubov Shulika       |
| 2009 | Lyubov Shulika      | Renata Dabrowska   | Olga Streltsova      |
| 2010 | Sandie Clair        | Virginie Cueff     | Charlene Delev       |
| 2011 | Victoria Baranova   | Olivia Montauban   | Iekaterina Gnidenko  |
| 2012 | Victoria Baranova   | Elena Brezhniva    | Rebecca James        |
| 2013 | Shanne Braspennincx | Olivia Montauban   | Yesna Rijkhoff       |
| 2014 | Elis Ligtlee        | Mélissandre Pain   | Katy Marchant        |
| 2015 | Katy Marchant       | Mélissandre Pain   | Elis Ligtlee         |
| 2016 | Elis Ligtlee        | Nicky Degrendele   | Migle Marozaitė      |
| 2017 | Hetty van de Wouw   | Tatiana Kiseleva   | Mélissandre Pain     |

### Scratch
| Any  | Guanyadora                            | Segona               | Tercera                |
| ---- | ------------------------------------- | -------------------- | ---------------------- |
| 2002 | Mathilde Doutreluingne                | Lisa Gatto           | Vera Koedooder         |
| 2003 | Yulia Aroustamova                     | Sofiya Pryshchepa    | Giorgia Bronzini       |
| 2004 | Eleonora Soldo                        | Yulia Aroustamova    | Kyriaki Konstantinidou |
| 2005 | Pascale Schnider                      | Svitlana Semchuk     | Eleonora Soldo         |
| 2006 | Monia Baccaille                       | Alena Prudnikova     | Tatsiana Sharakova     |
| 2007 | Elizabeth Armitstead                  | Annalisa Cucinotta   | Jarmila Machačová      |
| 2008 | Elizabeth Armitstead · Ellen van Dijk |                      | Ievguénia Romaniuta    |
| 2009 | Anna Blyth                            | Malgorzata Wojtyra   | Ievguénia Romaniuta    |
| 2010 | Renata Dabrowska                      | Kelly Druyts         | Ievguénia Romaniuta    |
| 2011 | Laura Trott                           | Malgorzata Wojtyra   | Shannon McCurley       |
| 2012 | Natalia Rutkowska                     | Laurie Berthon       | Katsiaryna Barazna     |
| 2013 | Maria Giulia Confalonieri             | Laurie Berthon       | Lucie Zaleska          |
| 2014 | Tamara Balabolina                     | Alexandra Goncharova | Elena Cecchini         |
| 2015 | Soline Lamboley                       | Natalia Mozharova    | Marina Shmayankova     |
| 2016 | Rachele Barbieri                      | Soline Lamboley      | Dannielle Khan         |
| 2017 | Rachele Barbieri                      | Eleanor Dickinson    | Amalie Dideriksen      |

### Velocitat per equips
| Any  | Guanyadora                                         | Segona                                            | Tercera                                              |
| ---- | -------------------------------------------------- | ------------------------------------------------- | ---------------------------------------------------- |
| 2008 | França · Sandie Clair · Virginie Cueff             | Polònia · Renata Dabrowska · Marta Janowiak       | Rússia · Yulia Kosheleva · Olga Streltsova           |
| 2009 | França · Sandie Clair · Virginie Cueff             | Rússia · Victoria Baranova · Olga Streltsova      | Polònia · Renata Dabrowska · Marta Janowiak          |
| 2010 | França · Sandie Clair · Virginie Cueff             | Regne Unit · Rebecca James · Victoria Williamson  | Rússia · Victoria Baranova · Anastassia Vóinova      |
| 2011 | Regne Unit · Rebecca James · Jessica Varnish       | Rússia · Elena Brezhniva · Iekaterina Gnidenko    | Polònia · Malgorzata Wojtyra · Natalia Rutkowska     |
| 2012 | Rússia · Victoria Baranova · Anastassia Vóinova    | Regne Unit · Rebecca James · Victoria Williamson  | Països Baixos · Yesna Rijkhoff · Shanne Braspennincx |
| 2013 | Països Baixos · Shanne Braspennincx · Elis Ligtlee | Rússia · Iekaterina Gnidenko · Anastassia Vóinova | Regne Unit · Rebecca James · Victoria Williamson     |
| 2014 | Rússia · Anastassia Vóinova · Dària Xmeliova       | Països Baixos · Elis Ligtlee · Yesna Rijkhoff     | Regne Unit · Katy Marchant · Rosie Blount            |
| 2015 | Rússia · Anastassia Vóinova · Dària Xmeliova       | Regne Unit · Katy Marchant · Victoria Williamson  | Països Baixos · Elis Ligtlee · Kyra Lamberink        |
| 2016 | Països Baixos · Elis Ligtlee · Kyra Lamberink      | Rússia · Natalia Antonova · Tatiana Kiseleva      | Polònia · Julita Jagodzinska · Urszula Los           |
| 2017 | Països Baixos · Kyra Lamberink · Hetty van de Wouw | França · Mathilde Gros · Mélissandre Pain         | Rússia · Natalia Antonova · Tatiana Kiseleva         |

### Persecució per equips
| Any  | Guanyadora                                                                               | Segona | Tercera                                                                                       |
| ---- | ---------------------------------------------------------------------------------------- | --- | --------------------------------------------------------------------------------------------- |
| 2008 | Regne Unit · Elizabeth Armitstead · Katie Colclough · Joanna Rowsell                     | França · Elodie Henriette · Audrey Cordon · Pascale Jeuland                                                                 | Rússia · Viktoriya Kondel · Oxana Kozonchuk · Maria Mishina                                   |
| 2009 | Ucraïna · Svitlana Haliuk · Lesya Kalitovska · Anna Nagirna                              | Bèlgica · Jolien D'Hoore · Jessie Daams · Kelly Druyts                                                                      | Alemanya · Lisa Brennauer · Laura Dittmann · Franziska Merten                                 |
| 2010 | Bèlgica · Jessie Daams · Jolien D'Hoore · Kelly Druyts                                   | Polònia · Renata Dabrowska · Katarzyna Pawłowska · Małgorzata Wojtyra                                                       | Rússia · Alfiya Khabibulina · Elena Lichmanova · Irina Molicheva                              |
| 2011 | Regne Unit · Katie Colclough · Danielle King · Laura Trott                               | Polònia · Eugenia Bujak · Katarzyna Pawłowska · Malgorzata Wojtyra                                                          | Rússia · Alexandra Goncharova · Elena Lichmanova · Lidiya Malakhova                           |
| 2012 | Rússia · Elena Lichmanova · Lidia Malakhova · Galina Streltsova                          | Bèlgica · Jolien D'Hoore · Sarah Inghelbrecht · Gilke Croket                                                                | Itàlia · Giulia Donato · Maria Giulia Confalonieri · Chiara Vannucci                          |
| 2013 | Rússia · Maria Mishina · Svetlana Kashirina · Alexandra Chekina · Gulnaz Badykova        | Ucraïna · Inna Metalnikova · Hanna Solovey · Anzela Pryimak · Olena Demidova                                                | Itàlia · Elena Cecchini · Beatrice Bartelloni · Maria Giulia Confalonieri · Chiara Vannucci   |
| 2014 | Rússia · Alexandra Goncharova · Alexandra Chekina · Tamara Balabolina · Gulnaz Badykova  | Belarús · Marina Shmayankova · Ina Savenka · Volha Masiukovich · Polina Pivovarova                                          | Itàlia · Elena Cecchini · Beatrice Bartelloni · Maria Giulia Confalonieri · Francesca Pattaro |
| 2015 | Belarús · Marina Shmayankova · Ina Savenka · Katsiaryna Piatrouskaya · Polina Pivovarova | Alemanya · Anna Knauer · Gudrun Stock · Mieke Kröger · Lisa Klein                                                           | Rússia · Natalia Mozharova · Alexandra Chekina · Tamara Balabolina · Gulnaz Badykova          |
| 2016 | Regne Unit · Emily Kay · Dannielle Khan · Manon Lloyd · Emily Nelson                     | Itàlia · Martina Alzini · Michela Maltese · Claudia Cretti · Francesca Pattaro                                              | Polònia · Monika Graczewski · Justyna Kaczkowska · Lucja Pietrzak · Daria Pikulik             |
| 2017 | Itàlia · Martina Alzini · Elisa Balsamo · Marta Cavalli · Francesca Pattaro              | Polònia · Justyna Kaczkowska · Weronika Humelt · Nikol Plosaj · Wiktoria Pikulik · Daria Pikulik (q) · Alicja Ratajczak (q) | Alemanya · Franziska Brauße · Tatjana Paller · Gudrun Stock · Laura Süßemilch                 |

### Òmnium
| Any  | Guanyadora         | Segona             | Tercera            |
| ---- | ------------------ | ------------------ | ------------------ |
| 2010 | Jolien D'Hoore     | Malgorzata Wojtyra | Aksana Papko       |
| 2011 | Malgorzata Wojtyra | Danielle King      | Laura van der Kamp |
| 2012 | Tamara Balabolina  | Laurie Berthon     | Lucie Zaleska      |
| 2013 | Laura Trott        | Laurie Berthon     | Lucie Zaleska      |
| 2014 | Tamara Balabolina  | Ina Savenka        | Tetyana Klimchenko |
| 2015 | Amalie Dideriksen  | Tamara Balabolina  | Anna Knauer        |
| 2016 | Lotte Kopecky      | Ina Savenka        | Emily Kay          |
| 2017 | Elisa Balsamo      | Eleanor Dickinson  | Amalie Dideriksen  |

### Madison
| Any  | Guanyadores                                  | Segones                                  | Terceres                                  |
| ---- | -------------------------------------------- | ---------------------------------------- | ----------------------------------------- |
| 2017 | Regne Unit · Eleanor Dickinson · Manon Lloyd | Rússia · Diana Klímova · Maria Petukhova | Itàlia · Elisa Balsamo · Rachele Barbieri |

### Cursa per eliminació
| Any  | Guanyadora   | Segona            | Tercera       |
| ---- | ------------ | ----------------- | ------------- |
| 2017 | Emily Nelson | Olivija Baleišytė | Ziortza Isasi |